# Stefan Bradl
Stefan Bradl (* 29. listopadu 1989, Augsburg) je německý závodník v Mistrovství světa silničních motocyklů, syn bývalého motocyklového vicemistra světa Helmuta Bradla. Dostal se do povědomí veřejnosti v roce 2005. Dostal příležitost startovat za tým Red Bull KTM juniors ve třech velkých cenách na divokou kartu. Jeho prvním závodem byla Velká cena Katalánska a v České republice dokonce získal svůj první bod v Mistrovství světa. V tom samém roce dokázal ovládnout německý šampionát a na další sezónu s ním KTM počítala jako se stálým jezdcem.
Mladý Stefan sbíral zkušenosti v Mistrovství světa, ale sezónu předčasně ukončila zlomenina nohy v tréninku na Velkou cenu Malajsie, když se mu stal osudným náraz od jiného jezdce. Bradl pro rok 2007 přešel k tovární Hondě, nicméně se zúčastnil pouze pár testů a od plánu startovat s japonskou továrnou ustoupil z osobních důvodů. Nové působiště nalezl u týmu Blusens Aprilia ve španělském šampionátu, v němž si vedl výborně a vyhrál titul pět bodů před talentovaným Scottem Reddingem. Tým mu dal příležitost také v Mistrovství světa, když na divokou kartu startoval v několika závodech. Hned v Barceloně se mu podařilo dojet jako devátý. Šéfa týmu přesvědčil natolik, že ho od Velké ceny Portugalska nechal dokončit sezónu místo nevýrazného van den Berga. Na konci sezóny měl Němec 39 bodů a obsadil 18. místo. Čtyřikrát pronikl mezi nejlepších deset.
Pro rok 2008 se Stefan Bradl rozhodl přestoupit do německého týmu Grizzly Gas Kiefer Racing ve kterém přišly první velké úspěchy. Hned v úvodní Velké ceně Kataru stanul poprvé na pódiu a v prvních sedmi závodech se pokaždé umístil do desítky. Dokonce se mu podařilo i poprvé vyhrát v Brně, na okruhu, kde před patnácti lety vyhrál jeho otec Helmut. Na "bednu" se postavil také ve Spojených státech, Japonsku a Austrálii. Celkově se v úspěšné sezóně umístil na čtvrtém místě se ziskem 187 bodů.
Jako favorit na titul vstupoval do ročníku 2009, ovšem ani na stupně vítězů se zatím nepodíval, přestože v japonském Motegi k nim měl blízko. V polovině sezóny mu patří až dvanáctá pozice a pouhých 44 bodů.

## Kompletní výsledky Stefana Bradla v Mistrovství světa
| Legenda k tabulce | Legenda k tabulce                                                                       |
| Barva             | Výsledek                                                                                |
| ----------------- | --------------------------------------------------------------------------------------- |
| Zlatá             | Vítěz                                                                                   |
| Stříbrná          | 2. místo                                                                                |
| Bronzová          | 3. místo                                                                                |
| Zelená            | Bodované umístění                                                                       |
| Modrá             | Nebodované umístění                                                                     |
| Modrá             | Dokončil neklasifikován (NC)                                                            |
| Fialová           | Odstoupil (Ret)                                                                         |
| Červená           | Nekvalifikoval se (DNQ)                                                                 |
| Červená           | Nepředkvalifikoval se (DNPQ)                                                            |
| Černá             | Diskvalifikován (DSQ)                                                                   |
| Bílá              | Nestartoval (DNS)                                                                       |
| Bílá              | Závod zrušen (C)                                                                        |
| Světle modrá      | Pouze trénoval (PO)                                                                     |
| Světle modrá      | Páteční testovací jezdec (TD)                                                           |
| Bez barvy         | Netrénoval (DNP)                                                                        |
| Bez barvy         | Vyřazen (EX)                                                                            |
| Bez barvy         | Nepřijel (DNA)                                                                          |
| Bez barvy         | Odvolal účast (WD)                                                                      |
| Bez barvy         | Nezúčastnil se (prázdné)                                                                |
| Označení          | Význam                                                                                  |
| Tučnost           | Pole position                                                                           |
| Kurzíva           | Nejrychlejší kolo                                                                       |
| †                 | Jezdec nedojel do cíle, ale byl klasifikován, protože odjel více než 90 % délky závodu. |
| ‡                 | Byl udělován poloviční počet bodů, protože bylo odjeto méně než 75 % délky závodu.      |
| Horní index       | Umístění bodujících jezdců ve sprintu                                                   |

| Rok  | Třída | Tým                       | Továrna | 1     | 2      | 3       | 4       | 5      | 6       | 7     | 8       | 9       | 10     | 11     | 12      | 13    | 14     | 15      | 16      | 17      | Body | Umístění  |
| ---- | ----- | ------------------------- | ------- | ----- | ------ | ------- | ------- | ------ | ------- | ----- | ------- | ------- | ------ | ------ | ------- | ----- | ------ | ------- | ------- | ------- | ---- | --------- |
| 2005 | 125cc | Red Bull KTM Juniors      | KTM     |       |        |         |         |        | CAT Ret |       |         |         | GER 16 | CZE 15 |         |       |        |         |         |         | 1    | 35. místo |
| 2006 | 125cc | Red Bull KTM Juniors      | KTM     |       | QAT 26 | TUR 19  | CHN 20  | FRA 18 | ITA 16  |       | NED 31  | GBR Ret | GER 18 | CZE 12 | MAL     |       |        |         |         |         | 4    | 26. místo |
| 2007 | 125cc | Blusens Aprilia           | Aprilia |       |        |         |         |        |         | CAT 9 |         | NED 10  | GER 13 |        | RSM 7   | POR 6 | JPN 15 | AUS Ret | MAL 13  | VAL Ret | 39   | 18. místo |
| 2008 | 125cc | Grizzly Gas Kiefer Racing | Aprilia | QAT 3 | SPA 4  | POR 8   | CHN 5   | FRA 6  | ITA 10  | CAT 4 | GBR Ret | NED 12  | GER 2  | CZE 1  | RSM Ret | INP 3 | JPN 1  | AUS 2   | MAL Ret | VAL Ret | 187  | 4. místo  |
| 2009 | 125cc | Viessmann Kiefer Racing   | Aprilia | QAT 8 | JPN 4  | SPA Ret | FRA Ret | ITA 8  | CAT 7   | NED 6 | GER Ret | GBR Ret | CZE 7  | INP 7  | RSM 6   | POR   | AUS    | MAL     | VAL     |         | 72   | 9. místo  |